# Касселер
Ка́сселер (ка́сслер, нем. Kasseler, Kassler — «кассельское») — в Германии, Австрии и Швейцарии традиционное солёное в нитритном рассоле и слегка подкопчённое свиное мясо, обычно антрекот, корейка, шейка. В Австрии такое блюдо называется немецким словом, означающим «корейка», «копчёная грудинка» (нем. Selchkarree), а в Швейцарии — «копчёные рёбрышки» (нем. geräuchertes Rippli). В Финляндии касселером называют свиную шейку.
Касселер не имеет никакого отношения к гессенскому городу Касселю. Традиционно «изобретение» касселера приписывают некоему мяснику Касселю (Cassel), владевшему в XIX веке мясной лавкой неподалёку от Потсдамской площади в Берлине, которому пришла идея немного выдержать мясо перед копчением в рассоле. Посол обеспечивал свинине неповторимый вкус, касселер сразу попал в деликатесы того времени и продавался в самых престижных торговых домах. Лишь после Второй мировой войны статус касселера понизился до обыкновенного повседневного и типичного блюда немецкой кухни послевоенного времени.
Из касселера готовят различные мясные блюда: его жарят, варят и запекают в печи. Предварительно обработанное мясо не требует длительного приготовления. Касселер — полуфабрикат для приготовления немецких густых супов — айнтопфов, в особенности капустных. Как второе блюдо касселер тоже часто подают с квашеной капустой или книперколем и картофелем. Кассельская свинина с квашеной капустой и шпигом была любимым блюдом лидера ГДР Эриха Хонеккера.